# Die Sache mit der Schatzinsel
Die Sache mit der Schatzinsel (Five on a Treasure Island) ist eine achtteilige englische Fernsehproduktion aus dem Jahr 1957.
Als Vorlage für die Verfilmung diente Enid Blytons Buch Fünf Freunde erforschen die Schatzinsel.

## Inhalt
Die Fünf Freunde: Georgina, genannt George, Julian, Anne, Dick und Georges zugelaufener Hund Timmy, ein Border Collie, machen sich auf die Suche nach einem Schatz, der vor der Küste auf der Insel Kirrin liegen soll. Die Schatzsuche gestaltet sich jedoch schwieriger als erhofft, denn zwei Gangster sind auf ihre und des Schatzes Spur geraten. Trotz der Widrigkeiten schaffen es die Kinder letztlich doch, den Schatz, der in einer Burgruine auf der Insel verborgen liegt, zu heben und die Ganoven dingfest zu setzen.

## Hintergrund
Die in schwarz-weiß gedrehte Mini-Serie von 1957 war die erste Verfilmung eines Abenteuers von Enid Blytons Fünf Freunde. Kurz zuvor in den Jahren 1955/1956 kam es zu einer ersten Fünf Freunde Adaption, namens The Famous Five – Adventure, zu der Enid Blyton eigens ein Drehbuch lieferte, doch diese Theaterinszenierung wurde nicht abgefilmt. Nun aber, zwei Jahre später, wurde der erste Band der Fünf Freunde Serie für den Film adaptiert. Die Verfilmung wurde von der British Lion Film Corporation hergestellt. Den Verleih übernahm die Children’s Film Foundation, dessen Archiv heutzutage im Besitz des British Film Institutes ist.
Für die Rolle des Quentin Kirrin wurde der Schauspieler Peter Burton besetzt, der später im ersten James-Bond-Film James Bond jagt Dr. No den Wissenschaftler Q spielte. Die Hunderolle war mit einem Border Collie, namens Daga, besetzt worden. Gedreht wurde der Film unter anderem in Corfe Castle, Dorset.
Die Produktion hatte im August 1957 ihre Premiere in England. Es folgten Premieren in Deutschland, am 4. Februar 1964 in der ARD, in Schweden am 23. März 1958 sowie in Finnland, dort am 11. Dezember 1959.
Auf Video erschien der Film in der englischen Sprachfassung und zunächst nur in einer limitierten Stückzahl von 500 Stück und war so kaum erhältlich. Die DVD mit der Mini-Serie erschien dann jedoch 2010. Diese Fassung enthält nur die englische Tonspur und einen englischen Untertitel. Die deutsche DVD-Fassung ist am 15. April 2011 erschienen.
Die Children’s Film Foundation veröffentlichte erst 1964 eine Fortsetzung namens Five Have a Mystery to Solve, mit anderen Schauspielern.

## Folgen
1. Tim, der Hund (The Famous Five – Can Tim escape?)
2. Das versunkene Schiff (Diving to Danger – What lies beneath the sea?)
3. Das Geheimnis (The Secret of the Wreck – Who will find the treasure first?)
4. Das große Geschäft (On the Track of the Treasure – Is this the way to the treasure?)
5. Die Falle (übersetzt: Gefangen im Verlies – Wie können sie entkommen?)
6. Die Flucht – Can the Five save the treasure now? (Escape to Danger – Can the Five save the treasure now?)
7. Das Unglück (At the Mercy of the Waves – Will Jan reach the children in time?)
8. Der gute Kamerad (The Five triumphant)